# Chlorocebus pygerythrus
Chlorocebus pygerythrus és una espècie de primat catarrí del grup de les mones verdes. Se la coneix localment amb el nom de tumbili. Té una àmplia distribució a l'Àfrica subsahariana i a Sud-àfrica se la considera una plaga.
És un dels cercopitècids més coneguts. Té tres crides d'alerta diferents per avisar de la presència de depredadors: una pels lleopards, una per les serps i una per les àguiles. És de costums arborícoles.